# Aïn Zitoun
Aïn Zitoun (în arabă عين الزيتون) este o comună din provincia Oum El-Bouaghi, Algeria.
Populația comunei este de 5.948 de locuitori (2008).